# Sokolovce
Sokolovce és un poble i municipi d'Eslovàquia que es troba a la regió de Trnava, a l'oest del país. Fou fundat el 1293.

## Demografia
| Godina             | 1994 | 2004   | 2014    | 2024   |
| ------------------ | ---- | ------ | ------- | ------ |
| Nombre de persones | 1124 | 1168   | 1292    | 1401   |
| Diferència         |      | +3,91% | +10,61% | +8,43% |

| Godina             | 2023 | 2024   |
| ------------------ | ---- | ------ |
| Nombre de persones | 1402 | 1401   |
| Diferència         |      | −0,07% |